# Estori ha-Parchi
Estori ha-Parchi (hebräisch אֶשְׁתוֹרִי הַפַּרְחִי Eštōrī haParchī; * um 1282 in Florenzia, Spanien; † um 1357 in Palästina) war der erste jüdische Erforscher der palästinischen Topographie. Sein Beiname ha-Parchi lässt sich deuten als „der aus Florenzia“.
Nach der Vertreibung der Juden aus Frankreich 1306 lebte er in Bet Sche’an, von wo er eine der wichtigsten Beschreibungen des mittelalterlichen Ortes, dessen einstige Bedeutung nicht mehr erkennbar war, lieferte. Sein bekanntestes Werk ist kaftor wa-ferach („Knauf und Blume“), u. a. über palästinische Ortsbestimmung. Der Titel des Werkes ist eine Anspielung auf den Namen des Autors („Parchi“ ist das Adjektiv zu „Perach“, Blume).

## Ausgaben
- Bernard Zolty (ed.): Estori Ha-Parhi: Caftor wa-ferah. Introduction, traduction française, notes. Paris o. J. [2003].